# 四氟合铍酸钡
四氟合铍酸钡是一种配位化合物，化学式为BaBeF4，它可用作同构的四氟合铍酸镭（RaBeF4）的稀释剂。

## 制备
四氟合铍酸钡可由氟化铍和氢氧化铍反应得到：
2 BeF2 + Ba(OH)2 → BaBeF4 + Be(OH)2
由于BaBeF4难溶，它不会进一步和氢氧化钡反应。
四氟合铍酸与硝酸钡反应，也能得到BaBeF4。